# Stictomischus nitentis
Stictomischus nitentis är en stekelart som beskrevs av Vittorio Luigi Delucchi 1955. Stictomischus nitentis ingår i släktet Stictomischus och familjen puppglanssteklar. Arten är reproducerande i Sverige. Inga underarter finns listade i Catalogue of Life.